# Anatolij Kuźmin (polityk)
Anatolij Nikołajewicz Kuźmin (ros. Анатолий Николаевич Кузьмин, ur. 2 listopada 1903 w Twerze, zm. 28 października 1954 w Moskwie) – radziecki polityk, minister przemysłu metalurgicznego ZSRR (1949-1950), minister czarnej metalurgii ZSRR (1954).
Od maja 1918 pracownik sowchozu, od października 1919 kierownik klubu i członek biura rejonowego komitetu Komsomołu, 1921-1930 studiował w Instytucie Górniczym w Leningradzie. Od listopada 1926 członek WKP(b). Od kwietnia 1927 pracownik fabryk metalurgicznych w Leningradzie - konstruktor i zastępca głównego inżyniera, od czerwca 1931 starszy inżynier w Kombinacie Metalurgicznym w Niżnym Tagile, gdzie od 1933 był zastępcą głównego inżyniera. Od grudnia 1935 szef wydziału projektowego w kombinacie metalurgicznym w Magnitogorsku, w lutym-lipcu 1937 kierownik warsztatu w tym kombinacie, od lipca 1937 dyrektor kombinatu „Zaporiżstal” w Zaporożu. Od października 1941 dyrektor fabryki nr 702 w Nowosybirsku, od stycznia 1946 ponownie dyrektor „Zaporiżstali”. Od lipca 1948 I zastępca ministra, a od 13 czerwca 1949 do 28 grudnia 1950 minister przemysłu metalurgicznego ZSRR. Od stycznia 1951 I zastępca ministra czarnej metalurgii ZSRR, od marca 1953 I zastępca ministra przemysłu metalurgicznego ZSRR, a od 8 lutego do 28 października 1954 minister czarnej metalurgii ZSRR. Deputowany do Rady Najwyższej ZSRR 2 kadencji.
W 1958 w Zaporożu zbudowano jego pomnik.

## Odznaczenia
- Order Lenina (dwukrotnie)
- Order Czerwonego Sztandaru Pracy
- Order „Znak Honoru”